# National Invitation Tournament
Il National Invitation Tournament, anche noto come NIT è il più antico torneo di pallacanestro statunitense a livello di college. Nato da un'idea di un giornalista di New York, si disputò la prima volta nel 1938, un anno prima della nascita del Torneo NCAA.
All'epoca il NIT era il torneo più prestigioso, ma con il passare degli anni ha perso di importanza, ed ormai da qualche decennio è la competizione di consolazione per le squadre non invitate al Torneo NCAA. 
Il torneo si svolge con partite secche ad eliminazione diretta durante il mese di marzo, i primi turni si svolgono nei campus, gioca in casa la squadra con la testa di serie più alta. Mentre le Final Four vengono ogni anno ospitate dal Madison Square Garden di New York.
Esiste anche un torneo chiamato Preseason NIT che si svolge ad inizio stagione con un gruppo di squadre invitato dagli organizzatori.

## Albo d'oro
| Anno | Campione                                         | MVP                                              |
| ---- | ------------------------------------------------ | ------------------------------------------------ |
| 2024 | Seton Hall Pirates                               | Al-Amir Dawes                                    |
| 2023 | UNT Mean Green                                   | Tylor Perry                                      |
| 2022 | Xavier Musketeers                                | Colby Jones                                      |
| 2021 | Memphis Tigers                                   | Landers Nolley                                   |
| 2020 | Non disputato a causa della Pandemia di COVID-19 | Non disputato a causa della Pandemia di COVID-19 |
| 2019 | Texas Longhorns                                  | Kerwin Roach                                     |
| 2018 | Penn State Nittany Lions                         | Lamar Stevens                                    |
| 2017 | TCU Horned Frogs                                 | Kenrich Williams                                 |
| 2016 | GW Revolutionaries                               | Tyler Cavanaugh                                  |
| 2015 | Stanford Cardinal                                | Chasson Randle                                   |
| 2014 | Minnesota Golden Gophers                         | Austin Hollins                                   |
| 2013 | Baylor Bears                                     | Pierre Jackson                                   |
| 2012 | Stanford Cardinal                                | Aaron Bright                                     |
| 2011 | WSU Shockers                                     | Graham Hatch                                     |
| 2010 | Dayton Flyers                                    | Chris Johnson                                    |
| 2009 | Penn State Nittany Lions                         | Jamelle Cornley                                  |
| 2008 | Ohio State Buckeyes                              | Kosta Koufos                                     |
| 2007 | WV Mountaineers                                  | Frank Young                                      |
| 2006 | S.C. Gamecocks                                   | Renaldo Balkman                                  |
| 2005 | S.C. Gamecocks                                   | Carlos Powell                                    |
| 2004 | Michigan Wolverines                              | Daniel Horton                                    |
| 2003 | St. John's R. Storm revocato                     | Marcus Hatten                                    |
| 2002 | Memphis Tigers                                   | Dajuan Wagner                                    |
| 2001 | Tulsa G. Hurricane                               | Marcus Hill                                      |
| 2000 | W.F. Dem. Deacons                                | Robert O'Kelley                                  |
| 1999 | Calif. G. Bears                                  | Sean Lampley                                     |
| 1998 | Minnesota Golden Gophers revocato                | Kevin Clark                                      |
| 1997 | Michigan Wolverines revocato                     | Robert Traylor                                   |
| 1996 | Nebraska Cornhuskers                             | Erick Strickland                                 |
| 1995 | Virg. Tech Hokies                                | Shawn Smith                                      |
| 1994 | Villanova Wildcats                               | Doremus Bennerman                                |
| 1993 | Minnesota Golden Gophers                         | Voshon Lenard                                    |
| 1992 | Virginia Cavaliers                               | Bryant Stith                                     |
| 1991 | Stanford Cardinal                                | Adam Keefe                                       |
| 1990 | Vand. Commodores                                 | Scott Draud                                      |
| 1989 | St. John's R. Storm                              | Jayson Williams                                  |
| 1988 | UConn Huskies                                    | Phil Gamble                                      |
| 1987 | USM Golden Eagles                                | Randolph Keys                                    |
| 1986 | Ohio State Buckeyes                              | Brad Sellers                                     |
| 1985 | UCLA Bruins                                      | Reggie Miller                                    |
| 1984 | Michigan Wolverines                              | Tim McCormick                                    |
| 1983 | Fresno St. Bulldogs                              | Ron Anderson                                     |
| 1982 | Bradley Braves                                   | J.J. Anderson                                    |
| 1981 | Tulsa G. Hurricane                               | Greg Stewart                                     |
| 1980 | Virginia Cavaliers                               | Ralph Sampson                                    |
| 1979 | Indiana Hoosiers                                 | Clarence Carter, Ray Tolbert                     |
| 1978 | Texas Longhorns                                  | Ron Baxter, Jim Krivacs                          |
| 1977 | St. Bonav. Bonnies                               | Greg Sanders                                     |
| 1976 | Kentucky Wildcats                                | Cedric Maxwell                                   |
| 1975 | Princeton Tigers                                 | Ron Lee                                          |
| 1974 | Purdue Boilermakers                              | Mike Sojourner                                   |
| 1973 | Virg. Tech Hokies                                | John Shumate                                     |
| 1972 | Maryland Terrapins                               | Tom McMillen                                     |
| 1971 | N. Carol. Tar Heels                              | Bill Chamberlain                                 |
| 1970 | Marquette G. Eagles                              | Dean Meminger                                    |
| 1969 | Temple Owls                                      | Terry Driscoll                                   |
| 1968 | Dayton Flyers                                    | Don May                                          |
| 1967 | S. Illinois Salukis                              | Walt Frazier                                     |
| 1966 | BYU Cougars                                      | Bill Melchionni                                  |
| 1965 | St. John's R. Storm                              | Ken McIntyre                                     |
| 1964 | Bradley Braves                                   | Levern Tart                                      |
| 1963 | Providence Friars                                | Ray Flynn                                        |
| 1962 | Dayton Flyers                                    | Bill Chmielewski                                 |
| 1961 | Providence Friars                                | Vinnie Ernst                                     |
| 1960 | Bradley Braves                                   | Lenny Wilkens                                    |
| 1959 | St. John's R. Storm                              | Tony Jackson                                     |
| 1958 | Xavier Musketeers                                | Hank Stein                                       |
| 1957 | Bradley Braves                                   | Win Wilfong                                      |
| 1956 | Louisville Cardinals                             | Charlie Tyra                                     |
| 1955 | Duquesne Dukes                                   | Maurice Stokes                                   |
| 1954 | H. Cross Crusaders                               | Togo Palazzi                                     |
| 1953 | Seton Hall Pirates                               | Walter Dukes                                     |
| 1952 | La Salle Explorers                               | Tom Gola, Norm Grekin                            |
| 1951 | BYU Cougars                                      | Roland Minson                                    |
| 1950 | CCNY Beavers                                     | Ed Warner                                        |
| 1949 | S. Francisco Dons                                | Don Lofgran                                      |
| 1948 | St. Louis Billikens                              | Ed Macauley                                      |
| 1947 | Utah Utes                                        | Vern Gardner                                     |
| 1946 | Kentucky Wildcats                                | Ernie Calverley                                  |
| 1945 | DePaul B. Demons                                 | George Mikan                                     |
| 1944 | St. John's R. Storm                              | Bill Kotsores                                    |
| 1943 | St. John's R. Storm                              | Harry Boykoff                                    |
| 1942 | WV Mountaineers                                  | Rudy Baric                                       |
| 1941 | LIU Sharks                                       | Frankie Baumholtz                                |
| 1940 | Colorado Buffaloes                               | Bob Doll                                         |
| 1939 | LIU Sharks                                       | Bill Lloyd                                       |
| 1938 | Temple Owls                                      | Don Shields                                      |